# ノーラ・フォン・リヒテンシュタイン
ノルベルタ（ノーラ）・フォン・ウント・ツー・リヒテンシュタイン（Prinzessin Norberta (Nora) von und zu Liechtenstein, Gräfin zu Rietberg, Marquesa de Mariño, 1950年10月31日 - ）は、リヒテンシュタイン公ハンス・アダム2世の妹。マリーニョ侯爵夫人。1984年以降、国際オリンピック委員会委員を務めている。

## 概要
リヒテンシュタイン公フランツ・ヨーゼフ2世とその妻のゲオルギーナ公妃の間の第4子、長女として生まれた。ジュネーヴ大学の国際開発高等研究所大学院で学んだ。大学院を卒業後、ワシントンD.C.の世界銀行やロンドンの国際環境開発研究所で働いた。発展途上国への開発援助計画やカトリック教会関係施設の活動に関わっているほか、ガールスカウト活動とも密接な関係を持ち、1973年から1989年までスカウト・リヒテンシュタイン連盟所属のチーフスカウトを務めた。乗馬、スキューバダイビング、スキー、水泳など多様なスポーツに堪能で、1982年から1992年までリヒテンシュタイン・オリンピック委員会会長を務めた。1984年からは国際オリンピック委員会の委員に名を連ねた。障害者スポーツの振興にも尽力しているほか、リヒテンシュタイン国内のスポーツ関係の事業でも指導的な役割を果たしている。
1988年6月11日にファドゥーツのファドゥーツ大聖堂（ザンクト・フローリン大聖堂）において、スペイン貴族の第4代マリーニョ侯爵ビセンテ・サルトリウス・イ・カベーザ・デ・バカ（Vicente Sartorius y Cabeza de Vaca, Marqués de Mariño, 1931年 - 2002年）と結婚し、間に娘を1人もうけた。
- マリア・テレサ（1992年 - ）